# Kråkstad
Kråkstad is een voormalige gemeente en een plaats die thans deel uitmaakt van de gemeente Nordre Follo in de Noorse fylke Akershus. Kråkstad telt 830 inwoners (2007) en heeft een oppervlakte van 0,67 km². Het dorp heeft een station aan de oostelijke tak van Østfoldbanen.

## Kerk

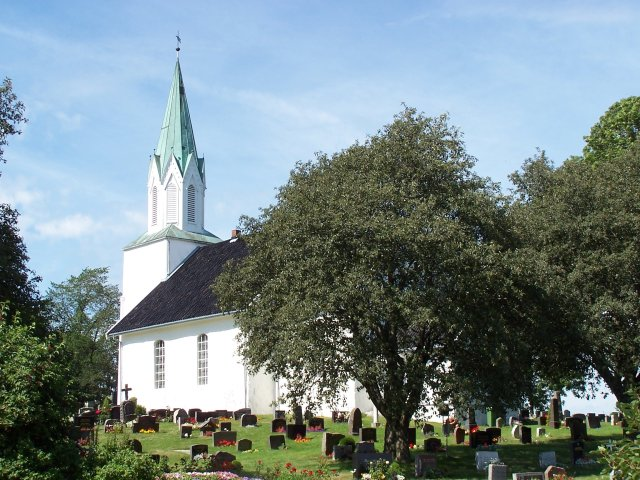
kerk van Kråkstad

Het dorp heeft een stenen kerk uit de twaalfde eeuw. De kerk is een romaans bouwwerk met een vrijwel vierkant schip met een inspringend koor. In het verleden had de kerk ook een romaans doopvont, maar dat staat tegenwoordig in een kapel in Siggerud. Kråkstad maakt deel uit van het bisdom Borg. Kerk en bijbehorende pastorie zijn beschermde  monumenten.